# Keude Teunom
Keude Teunom is een bestuurslaag in het regentschap Aceh Jaya van de provincie Atjeh, Indonesië. Keude Teunom telt 395 inwoners (volkstelling 2010).